# Alberto Bruni Tedeschi
Pour les articles homonymes, voir Bruni et Tedeschi.
Alberto Bruni Tedeschi, né le 27 août 1915 à Turin et mort le 17 février 1996 à Paris 15e, est un compositeur de musique classique et d'opéra italien, riche industriel et collectionneur d'art.

## Biographie
Il naît en 1915 à Turin en Italie, fils d'Orsala Bruni et de Virginio Tedeschi, fondateur à Turin dans les années 1920 de la CEAT (Cavi Elettrici e Affini Torino), très vite hissée au second rang des constructeurs de pneumatiques de la péninsule. Il suit des études de droit tout en étudiant la composition musicale avec le  compositeur italien Giorgio Federico Ghedini. Il compose son premier opéra intitulé Villon dont le livret est écrit par Tullio Pinelli, le scénariste du film La dolce vita de Federico Fellini.
En 1941, Villon est interprété par la cantatrice Giulietta Simionato sous la direction de Gianandrea Gavazzeni à Bergame.
En 1948, le chef d'orchestre Hermann Scherchen dirige ses Variations pour orchestre au Festival de musique contemporaine de Venise.
En 1951, sa Messe pour la mission de Nyondo est jouée en première à Hambourg en Allemagne.
Il est récompensé par le prix de Trieste pour son Birkenhead (poème symphonique) en 1953.
En 1959, il est nommé surintendant du Grand Théâtre de Turin jusqu'en 1971, l'un des plus importants d'Italie.
La même année, il épouse l'actrice et pianiste concertiste Marisa Borini dont il a trois enfants : Virginio (né le 20 septembre 1960 et mort le 4 juillet 2006), son fils aîné ; Valeria Bruni Tedeschi, née le 16 novembre 1964, actrice et réalisatrice ; Carla Bruni, née le 23 décembre 1967, mannequin et auteur-compositeur-interprète, troisième épouse de Nicolas Sarkozy, président de la République française. 
Il s'exile en 1973 avec sa famille à Paris pour fuir les Brigades rouges italiennes.
En 1978, il écrit l'opéra Paolino, la giusta causa e una buona ragione joué au Festival de Spolète, opéra adapté à l'écran par le réalisateur François Reichenbach avec pour interprètes Charles Aznavour, Valeria Bruni Tedeschi et Isabel Karajan.
En 1987, il crée l'opéra Secondatto joué à l'Acropolis de Nice, la suite de son opéra Diagramma circolare.
En 1994, il écrit le Mobile Rouge joué au théâtre de l'Opéra d'Avignon.
De 1992 à 1994, il achève son œuvre de compositeur avec le ballet Journal intime, dernières pages.
Le 17 février 1996, il meurt des suites d'une maladie à Paris à l'âge de 80 ans.

## Quelques œuvres et créations
- Villon Opéra joué à Bergame
- Variations pour orchestre au Festival de musique contemporaine de Venise
- La Messe à La Scala de Milan
- Ballet Diario Marino au théâtre San Carlo de Naples
- Requiem senza parole Radio France à Paris
- Fantasia, recitativo quasi una danza pour piano et orchestre à l'auditorium de la Sala Santa Cecilia à Rome
- Paolino, la giusta causa e una buona ragione opéra au Festival de Spoleto
- Diagramma circolare et Secondatto opéra à l'Acropolis de Nice
- Mobile Rouge au théâtre de l'Opéra d'Avignon
- Ballet Journal intime dernière œuvre